# Loon (Bohol)
Pour les articles homonymes, voir Loon.
Loon est une municipalité de la province de Bohol, située dans la région des Visayas centrales aux Philippines.